# Mesosmittia flexuella
Mesosmittia flexuella är en tvåvingeart som först beskrevs av Edwards 1929.  Mesosmittia flexuella ingår i släktet Mesosmittia och familjen fjädermyggor. Arten är reproducerande i Sverige. Inga underarter finns listade i Catalogue of Life.